# 대한민국 제20대 국회의원 선거 새누리당 후보 목록
대한민국 제20대 국회의원 선거 새누리당 후보 선출은 대한민국 제20대 국회의원 선거 후보 등록 마감일인 2016년 3월 25일 결과가 발표되었다. 현역 의원 157명중 59명이 교체되면서 새누리당의 현역의원 교체율은 37.6%에 달하는 것으로 나타났다.

## 후보 선출 결과

### 서울 (47)[1]
| 선거구      | 성명   | 나이 및 직업                                              | 비교        |
| ----------- | ------ | --------------------------------------------------------- | ----------- |
| 종로        | 오세훈 | 55세, 변호사 (16대 국회의원,민선 4~5기 서울시장)          |             |
| 중구·성동갑 | 김동성 | 45세, 변호사 (18대 국회의원)                              |             |
| 중구·성동을 | 정의찬 | 50세, 배우                                                |             |
| 용산        | 황춘자 | 62세, 도시컨텐츠연구소 대표                               |             |
| 광진갑      | 정송학 | 62세, 한양대학교 공공정책대학원 특임교수                  |             |
| 광진을      | 정준길 | 49세, 변호사                                              |             |
| 동대문갑    | 허용범 | 51세, 정당인                                              |             |
| 동대문을    | 박준선 | 49세, 변호사                                              |             |
| 중랑갑      | 김진수 | 57세, 건국대학교 교수                                     |             |
| 중랑을      | 강동호 | 72세, 정당인                                              |             |
| 성북갑      | 정태근 | 52세, (사)시민을위한정책연구원 이사장 (18대 국회의원)     |             |
| 성북을      | 김효재 | 63세, 정당인 (18대 국회의원, 이명박 정부 정무수석)        |             |
| 강북갑      | 정양석 | 57세, 정당인 (18대 국회의원)                              |             |
| 강북을      | 안홍렬 | 57세, 변호사                                              |             |
| 도봉갑      | 이재범 | 60세, 변호사                                              |             |
| 도봉을      | 김선동 | 52세, 정당인 (18대 국회의원)                              |             |
| 노원갑      | 이노근 | 62세, 국회의원 (19대 국회의원,민선 4기 서울 노원구청장)   |             |
| 노원을      | 홍범식 | 51세, 성원법률사무소 대표변호사                           |             |
| 노원병      | 이준석 | 31세, 정당인                                              |             |
| 은평갑      | 최홍재 | 47세, 정당인                                              |             |
| 서대문갑    | 이성헌 | 57세, 정당인 (16,18대 국회의원)                           |             |
| 서대문을    | 정두언 | 59세, 국회의원 (17,18,19대 국회의원)                      |             |
| 마포갑      | 안대희 | 61세, 새누리당 최고위원, 前 대법관                        |             |
| 마포을      | 김성동 | 61세, 정당인 (18대 국회의원)                              |             |
| 양천갑      | 이기재 | 47세, 사단법인 코리아비전포럼 대표                        |             |
| 양천을      | 김용태 | 48세, 국회의원 (18,19대 국회의원)                         |             |
| 강서갑      | 구상찬 | 58세, 정당인 (18대 국회의원)                              |             |
| 강서을      | 김성태 | 57세, 국회의원 (18,19대 국회의원)                         |             |
| 강서병      | 유영   | 68세, (재)미래정책연구소 이사                             | 신설 선거구 |
| 구로갑      | 김승제 | 64세, 정당인                                              |             |
| 구로을      | 강요식 | 54세, 정당인                                              |             |
| 금천        | 한인수 | 69세, (주)액트솔루션 고문                                 |             |
| 영등포갑    | 박선규 | 54세, 정당인 (이명박 정부 청와대 대변인, 문체부 2차관)    |             |
| 영등포을    | 권영세 | 57세, 변호사 (17,18대 국회의원,주 중국 대사)              |             |
| 동작갑      | 이상휘 | 52세, 위덕대학교 前 부총장                                |             |
| 동작을      | 나경원 | 52세, 국회의원 (17,18,19대 국회의원)                      |             |
| 관악갑      | 원영섭 | 38세, 법률사무소 집 대표변호사                            |             |
| 관악을      | 오신환 | 45세, 국회의원 (19대 국회의원)                            |             |
| 서초갑      | 이혜훈 | 51세, 연세대학교 경제대학원 특임교수 (17,18대 국회의원)   |             |
| 서초을      | 박성중 | 57세, 미래도시연구소 소장 (민선 4기 서울 서초구청장)      |             |
| 강남갑      | 이종구 | 65세, 정당인 (17,18대 국회의원)                           |             |
| 강남을      | 김종훈 | 63세, 국회의원 (19대 국회의원)                            |             |
| 강남병      | 이은재 | 64세, 건국대학교 교수 (18대 국회의원)                     | 신설 선거구 |
| 송파갑      | 박인숙 | 67세, 국회의원 (19대 국회의원)                            |             |
| 송파병      | 김을동 | 70세, 정치인 (18,19대 국회의원)                           |             |
| 강동갑      | 신동우 | 62세, 국회의원 (19대 국회의원,민선 3~4기 서울 강동구청장) |             |
| 강동을      | 이재영 | 40세, 국회의원 (19대 국회의원)                            |             |

### 부산 (18)
| 선거구      | 성명   | 나이 및 직업                                                                | 비교             |
| ----------- | ------ | --------------------------------------------------------------------------- | ---------------- |
| 중구·영도   | 김무성 | 64세, 국회의원 (15,16,17,18,19대 국회의원 (부산 영도))                      |                  |
| 서구·동구   | 유기준 | 56세, 국회의원 (17,18,19대 국회의원 (부산 서구),해양수산부 前 장관)         |                  |
| 부산진갑    | 나성린 | 62세, 국회의원 (18,19대 국회의원)                                           |                  |
| 부산진을    | 이헌승 | 52세, 국회의원 (19대 국회의원)                                              |                  |
| 동래        | 이진복 | 58세, 국회의원 (18,19대 국회의원)                                           |                  |
| 남구갑      | 김정훈 | 58세, 국회의원 (17,18,19대 국회의원)                                        |                  |
| 남구을      | 서용교 | 48세, 국회의원 (19대 국회의원)                                              |                  |
| 북구·강서갑 | 박민식 | 51세, 국회의원 (18,19대 국회의원)                                           |                  |
| 북구·강서을 | 김도읍 | 52세, 국회의원 (19대 국회의원)                                              |                  |
| 해운대갑    | 하태경 | 48세, 국회의원 (19대 국회의원 (부산 해운대기장 을))                         |                  |
| 해운대을    | 배덕광 | 68세, 국회의원 (19대 국회의원 (부산 해운대기장 갑),민선 3~5기 해운대구청장) |                  |
| 사하갑      | 김척수 | 54세, 사하구의회 前 의원                                                    |                  |
| 사하을      | 조경태 | 48세, 국회의원 (17,18,19대 국회의원)                                        |                  |
| 금정        | 김세연 | 44세, 국회의원 (18,19대 국회의원)                                           |                  |
| 연제        | 김희정 | 45세, 국회의원 (17,19대 국회의원, 여성가족부 前 장관)                       |                  |
| 수영        | 유재중 | 60세, 국회의원 (18,19대 국회의원)                                           |                  |
| 사상        | 손수조 | 31세, 정당인                                                                |                  |
| 기장        | 윤상직 | 60세, 정당인 (산업통상자원부 前 장관)                                       | 신설 단독 선거구 |

### 대구 (11)
| 선거구    | 성명   | 나이 및 직업                                                 | 비교 |
| --------- | ------ | ------------------------------------------------------------ | ---- |
| 중구·남구 | 곽상도 | 56세, 변호사, 청와대 前 민정수석비서관                       |      |
| 서구      | 김상훈 | 53세, 국회의원 (19대 국회의원)                               |      |
| 동구 갑   | 정종섭 | 58세, 서울대 교수, 행정자치부 前 장관                        |      |
| 북구 갑   | 정태옥 | 54세, 정당인                                                 |      |
| 북구 을   | 양명모 | 56세, 건강백세약국 대표약사                                  |      |
| 수성 갑   | 김문수 | 64세, 정당인 (15,16,17대 국회의원,민선 4~5기 경기도지사)     |      |
| 수성 을   | 이인선 | 56세, 계명대학교 前 총장,경상북도 경제부지사                 |      |
| 달서 갑   | 곽대훈 | 60세, 민선 4~6기 대구 달서구청장                             |      |
| 달서 을   | 윤재옥 | 54세, 국회의원 (19대 국회의원)                               |      |
| 달서 병   | 조원진 | 57세, 국회의원 (18,19대 국회의원)                            |      |
| 달성      | 추경호 | 55세, 정당인 (기획재정부 前 제1차관,前 국무조정실장(장관급)) |      |

### 인천 (13)
| 선거구              | 성명            | 나이 및 직업                                                                          | 비교        |
| ------------------- | --------------- | ------------------------------------------------------------------------------------- | ----------- |
| 중구·동구·강화·옹진 | 배준영          | 45세, 정당인                                                                          | 선거구 조정 |
| 남구 갑             | 홍일표          | 60세, 국회의원 (18,19대 국회의원)                                                     |             |
| 남구 을             | 김정심          | 55세, 새누리당 인천광역시당 여성위원회 위원장                                         |             |
| 연수 갑             | 정승연 (1966년) | 49세, 인하대학교 국제통상학과 교수                                                    |             |
| 연수 을             | 민경욱          | 52세, KBS 뉴스 9 진행자, 청와대 前 대변인                                             | 신설 선거구 |
| 남동 갑             | 문대성          | 39세, 국회의원 (19대 국회의원 (부산 사하 갑),2004 아테네 올림픽 태권도 금메달리스트)) |             |
| 남동 을             | 조전혁          | 55세, 명지대학교 교수 (18대 국회의원)                                                 |             |
| 부평 갑             | 정유섭          | 61세, 부평 미군기지 시민참여 위원장                                                   |             |
| 부평 을             | 강창규          | 61세, 정당인                                                                          |             |
| 계양 갑             | 오성규          | 62세, 정당인                                                                          |             |
| 계양 을             | 윤형선          | 55세, 의사                                                                            |             |
| 서구 갑             | 이학재          | 51세, 국회의원 (18,19대 국회의원,민선 3~4기 인천 서구청장)                            |             |
| 서구 을             | 황우여          | 68세, 국회의원 (15,16,17,18,19대 국회의원 (인천 연수),前 사회부총리 겸 교육부 장관)   | 선거구 변경 |

### 대전 (7)
| 선거구  | 성명   | 나이 및 직업                                                | 비교        |
| ------- | ------ | ----------------------------------------------------------- | ----------- |
| 유성 갑 | 진동규 | 58세, 정당인 (민선 3~4기 유성구청장)                        |             |
| 유성 을 | 김신호 | 64세, 정당인 (6,7,8대 대전광역시 교육감,제57대 교육부 차관) | 신설 선거구 |
| 서구 갑 | 이영규 | 55세, 변호사, 새누리당 대전시당 前 위원장                   |             |
| 서구 을 | 이재선 | 60세, 정당인 (15,16,18대 국회의원)                          |             |
| 동구    | 이장우 | 51세, 국회의원 (19대 국회의원)                              |             |
| 중구    | 이은권 | 58세, 정당인 (민선 4기 대전 중구청장)                       |             |
| 대덕    | 정용기 | 54세, 국회의원 (19대 국회의원,민선 4~5기 대전 대덕구청장)   |             |

### 울산 (6)
| 선거구  | 성명   | 나이 및 직업                                                      | 비교 |
| ------- | ------ | ----------------------------------------------------------------- | ---- |
| 중구    | 정갑윤 | 66세, 국회의원 (16,17,18,19대 국회의원)                           |      |
| 남구 갑 | 이채익 | 61세, 국회의원 (19대 국회의원,민선 1~2기 울산 남구청장)           |      |
| 남구 을 | 박맹우 | 65세, 국회의원 (19대 국회의원,민선 2~5기 울산광역시장)            |      |
| 동구    | 안효대 | 61세, 국회의원 (18,19대 국회의원)                                 |      |
| 북구    | 윤두환 | 61세, 정당인 (16,17,18대 국회의원)                                |      |
| 울주    | 김두겸 | 59세, 정당인 (민선 3~4기 울산 남구청장, 울산대 행정학과 겸임교수) |      |

### 광주 (7)
| 선거구       | 성명   | 나이 및 직업                                         | 비교 |
| ------------ | ------ | ---------------------------------------------------- | ---- |
| 동구·남구 갑 | 한경노 | 56세, 한국가스안전공사 前 상임감사                   |      |
| 동구·남구 을 | 문충식 | 58세, 정당인                                         |      |
| 서구 갑      | 양병현 | 62세, 상지대학교 교수                                |      |
| 서구 을      | 김연욱 | 50세, (주)마이스터연구소 대표이사 (청와대 前 행정관) |      |
| 북구 을      | 이인호 | 53세, 주식회사 호산피앤티 대표이사                   |      |
| 광산 갑      | 장윤   | 68세, 광주 광산구 장애인협회 회장                    |      |
| 광산 을      | 심정우 | 57세, 호남대학교 초빙교수                            |      |

### 세종 (1)
| 선거구 | 성명   | 나이 및 직업                                | 비교 |
| ------ | ------ | ------------------------------------------- | ---- |
| 세종   | 박종준 | 52세, 정당인 (청와대 대통령 경호실 前 처장) |      |

### 강원 (8)
| 선거구                   | 성명   | 나이 및 직업                      | 비교          |
| ------------------------ | ------ | --------------------------------- | ------------- |
| 춘천                     | 김진태 | 52세, 국회의원 (19대 국회의원)    |               |
| 강릉                     | 권성동 | 56세, 국회의원 (18,19대 국회의원) |               |
| 원주 갑                  | 김기선 | 64세, 국회의원 (19대 국회의원)    |               |
| 원주 을                  | 이강후 | 63세, 국회의원 (19대 국회의원)    |               |
| 철원·화천·인제·양구·홍천 | 황영철 | 51세, 국회의원 (18,19대 국회의원) | 선거구 통폐합 |
| 횡성·태백·정선·영월·평창 | 염동열 | 55세, 국회의원 (19대 국회의원)    | 선거구 통폐합 |
| 동해·삼척                | 박성덕 | 62세, 변호사                      |               |
| 속초·양양·고성           | 이양수 | 49세, 정당인 (청와대 前 행정관)   |               |

### 경기 (60)
| 선거구      | 성명   | 나이 및 직업                                                    | 비교             |
| ----------- | ------ | --------------------------------------------------------------- | ---------------- |
| 수원 갑     | 박종희 | 56세, 정당인 (16,18대 국회의원)                                 |                  |
| 수원 을     | 김상민 | 43세, 국회의원 (19대 국회의원)                                  |                  |
| 수원 병     | 김용남 | 46세, 국회의원 (19대 국회의원)                                  |                  |
| 수원 정     | 박수영 | 52세, 경기도 前 행정 제1부지사                                  |                  |
| 수원 무     | 정미경 | 51세, 국회의원 (18,19대 국회의원)                               | 신설 선거구      |
| 성남 수정   | 변환봉 | 39세, 변호사                                                    |                  |
| 성남 중원   | 신상진 | 60세, 국회의원 (17,18,19대 국회의원)                            |                  |
| 성남 분당갑 | 권혁세 | 60세, 前 금융감독원장                                           |                  |
| 성남 분당을 | 전하진 | 58세, 국회의원 (19대 국회의원)                                  |                  |
| 안양 만안   | 장경순 | 56세, 정당인                                                    |                  |
| 안양 동안갑 | 권용준 | 61세, 새누리당 중앙연수원 교수                                  |                  |
| 안양 동안을 | 심재철 | 58세, 국회의원 (16,17,18,19대 국회의원)                         |                  |
| 부천 원미갑 | 이음재 | 61세, 정당인                                                    |                  |
| 부천 원미을 | 이사철 | 64세, 변호사 (15,18대 국회의원)                                 |                  |
| 부천 소사   | 차명진 | 57세, 정당인 (17,18대 국회의원)                                 |                  |
| 부천 오정   | 안병도 | 58세, 정당인                                                    |                  |
| 안산 상록갑 | 이화수 | 53세, 정당인 (18대 국회의원)                                    |                  |
| 안산 상록을 | 홍장표 | 57세, 정당인 (18대 국회의원)                                    |                  |
| 안산 단원갑 | 김명연 | 52세, 국회의원 (19대 국회의원)                                  |                  |
| 안산 단원을 | 박순자 | 58세, 정당인 (17,18대 국회의원)                                 |                  |
| 광명 갑     | 정은숙 | 58세, 정당인                                                    |                  |
| 광명 을     | 주대준 | 53세, 정당인 (청와대 대통령경호실 前 경호차장)                  |                  |
| 평택 갑     | 원유철 | 54세, 국회의원 (15,16,18,19대 국회의원)                         |                  |
| 평택 을     | 유의동 | 45세, 국회의원 (19대 국회의원)                                  |                  |
| 화성 갑     | 서청원 | 73세, 국회의원 (11,13,14,15,16,18,19대 국회의원)                |                  |
| 화성 을     | 오병주 | 60세, 변호사                                                    |                  |
| 화성 병     | 우호태 | 57세, 경기도의회 前 의원                                        | 신설 선거구      |
| 시흥 갑     | 함진규 | 57세, 국회의원 (19대 국회의원)                                  |                  |
| 시흥 을     | 김순택 | 53세, 정당인                                                    |                  |
| 군포 갑     | 심규철 | 58세, 변호사 (16대 국회의원 (충북 보은-옥천-영동))              |                  |
| 군포 을     | 금병찬 | 58세, 정당인                                                    | 신설 선거구      |
| 김포 갑     | 김동식 | 55세, 정당인 (前 김포시장)                                      |                  |
| 김포 을     | 홍철호 | 58세, 국회의원 (19대 국회의원)                                  | 신설 선거구      |
| 광주 갑     | 정진섭 | 64세, 변호사 (17,18대 국회의원)                                 |                  |
| 광주 을     | 노철래 | 66세, 국회의원 (18,19대 국회의원)                               | 신설 선거구      |
| 의정부 갑   | 강세창 | 55세, 정당인                                                    |                  |
| 의정부 을   | 홍문종 | 61세, 국회의원 (15,16,19대 국회의원)                            |                  |
| 남양주 갑   | 심장수 | 65세, 변호사                                                    |                  |
| 남양주 을   | 김성태 | 42세, 새누리당 경기도당 부위원장                                |                  |
| 남양주 병   | 주광덕 | 56세, 정당인 (18대 국회의원 (경기 구리))                        | 신설 선거구      |
| 용인 갑     | 이우현 | 57세, 국회의원 (19대 국회의원)                                  |                  |
| 용인 을     | 허명환 | 56세, 청와대 前 사회정책행정관                                  |                  |
| 용인 병     | 한선교 | 57세, 국회의원 (17,18,19대 국회의원)                            |                  |
| 용인 정     | 이상일 | 54세, 국회의원 (19대 국회의원)                                  | 신설 선거구      |
| 파주 갑     | 정성근 | 61세, 아리랑TV 前 사장                                          |                  |
| 파주 을     | 황진하 | 70세, 국회의원 (17,18,19대 국회의원)                            |                  |
| 고양 갑     | 손범규 | 50세, 변호사 (18대 국회의원)                                    |                  |
| 고양 을     | 김태원 | 65세,국회의원 (18,19대 국회의원)                                |                  |
| 고양 병     | 백성운 | 67세, 정당인 (18대 국회의원)                                    |                  |
| 고양 정     | 김영선 | 66세, 정당인 (15,17,18대 국회의원)                              |                  |
| 양주        | 이세종 | 55세, 정당인                                                    | 신설 단독 선거구 |
| 오산        | 이권재 | 53세, 정당인                                                    |                  |
| 이천        | 송석준 | 52세, 前 서울지방국토관리청장                                   |                  |
| 하남        | 이현재 | 67세, 국회의원 (19대 국회의원)                                  |                  |
| 안성        | 김학용 | 55세, 국회의원 (18,19대 국회의원)                               |                  |
| 구리        | 박창식 | 57세, 국회의원 (19대 국회의원)                                  |                  |
| 포천·가평   | 김영우 | 49세, 국회의원 (18,19대 국회의원 (경기 포천연천))               |                  |
| 여주·양평   | 정병국 | 58세, 국회의원 (16,17,18,19대 국회의원, 문화체육관광부 前 장관) |                  |
| 동두천·연천 | 김성원 | 43세, 국회의장 前 정무비서관                                    |                  |
| 의왕·과천   | 박요찬 | 55세, 정당인                                                    |                  |

### 충남 (11)
| 선거구         | 성명   | 나이 및 직업                                                                  | 비교          |
| -------------- | ------ | ----------------------------------------------------------------------------- | ------------- |
| 천안 갑        | 박찬우 | 57세, 안전행정부 前 1차관                                                     |               |
| 천안 을        | 최민기 | 51세, 백석문화대학교 교수, 천안시의회 前 의장                                 |               |
| 천안 병        | 이창수 | 53세, 대통령소속 지방자치발전위원회 실무위원                                  | 신설 선거구   |
| 아산 갑        | 이명수 | 61세, 국회의원 (18,19대 국회의원,충청남도 前 행정부지사)                      |               |
| 아산 을        | 이건영 | 55세, 한국가스기술공사 상임감사                                               | 신설 선거구   |
| 당진           | 김동완 | 58세, 국회의원 (19대 국회의원, 충청남도 前 행정부지사)                        |               |
| 공주·청양·부여 | 정진석 | 56세, 청와대 前 정무수석                                                      | 선거구 통폐합 |
| 홍성·예산      | 홍문표 | 69세, 국회의원 (17,19대 국회의원)                                             |               |
| 서산·태안      | 성일종 | 53세, 고려대 대학원 겸임교수 (故 성완종 경남기업 회장 (19대 국회의원) 남동생) |               |
| 보령·서천      | 김태흠 | 53세, 국회의원 (19대 국회의원)                                                |               |
| 논산·계룡·금산 | 이인제 | 68세, 국회의원 (13,14,16,17,18,19대 국회의원,민선1기 경기도지사)              |               |

### 충북 (8)
| 선거구              | 성명   | 나이 및 직업                                              | 비교 |
| ------------------- | ------ | --------------------------------------------------------- | ---- |
| 청주 상당           | 정우택 | 63세, 국회의원 (15,16,19대 국회의원, 민선 4기 충북도지사) |      |
| 청주 서원           | 최현호 | 58세, 충북대학교 초빙교수                                 |      |
| 청주 흥덕           | 송태영 | 55세, 정당인                                              |      |
| 청주 청원           | 오성균 | 50세, 변호사                                              |      |
| 충주                | 이종배 | 59세, 국회의원 (19대 국회의원, 민선 5기 충북 충주시장)    |      |
| 증평·음성·진천      | 경대수 | 58세, 국회의원 (19대 국회의원)                            |      |
| 제천·단양           | 권석창 | 50세, 세명대학교 교수                                     |      |
| 보은·영동·보은·옥천 | 박덕흠 | 63세, 국회의원 (19대 국회의원)                            |      |

### 경남 (16)
| 선거구              | 성명   | 나이 및 직업                                               | 비교        |
| ------------------- | ------ | ---------------------------------------------------------- | ----------- |
| 창원 의창           | 박완수 | 61세, 민선 5기 경남 창원시장, 인천국제공항공사 前 사장     |             |
| 창원 성산           | 강기윤 | 56세, 국회의원 (19대 국회의원)                             |             |
| 창원 진해           | 김성찬 | 62세, 국회의원 (19대 국회의원)                             |             |
| 창원 마산회원       | 윤한홍 | 54세, 정당인 (경상남도 前 행정부지사)                      |             |
| 창원 마산합포       | 이주영 | 65세, 국회의원 (16,17,18,19대 국회의원,해양수산부 前 장관) |             |
| 김해 갑             | 홍태용 | 51세, 의사                                                 |             |
| 김해 을             | 이만기 | 53세, 인제대학교 교수                                      |             |
| 양산 갑             | 윤영석 | 52세, 국회의원 (19대 국회의원)                             |             |
| 양산 을             | 이장권 | 55세, 영산대학교 겸임교수                                  |             |
| 진주 갑             | 박대출 | 55세, 국회의원 (19대 국회의원)                             |             |
| 진주 을             | 김재경 | 55세, 국회의원 (17,18,19대 국회의원)                       |             |
| 거제                | 김한표 | 62세, 국회의원 (19대 국회의원)                             |             |
| 사천·하동·남해      | 여상규 | 68세, 국회의원 (18,19대 국회의원)                          |             |
| 밀양·창녕·의령·함안 | 엄용수 | 51세, 회계사 (민선 4~5기 경남 밀양시장)                    |             |
| 산청·함양·거창·합천 | 강석진 | 57세, 정당인                                               |             |
| 통영시고성군        | 이군현 | 64세, (전)새누리당 사무총장, 19대 국회의원                 | 무투표 당선 |

### 경북 (13)
| 선거구              | 성명   | 나이 및 직업                                         | 비교          |
| ------------------- | ------ | ---------------------------------------------------- | ------------- |
| 포항 북구           | 김정재 | 50세, 새누리당 중앙당 前 부대변인,서울특별시 前 의원 | 여성 공천     |
| 포항 남구·울릉      | 박명재 | 69세, 국회의원 (19대 국회의원)                       |               |
| 구미 갑             | 백승주 | 55세, 국방부 前 차관                                 |               |
| 구미 을             | 장석춘 | 59세, 한국노총 구미지부 위원장                       |               |
| 경산                | 최경환 | 61세, 국회의원 (17,18,19대 국회의원,前 경제부총리)   | 단독 선거구   |
| 김천                | 이철우 | 61세, 국회의원 (18,19대 국회의원)                    |               |
| 경주                | 김석기 | 62세, 한국공항공사 前 사장,前 서울지방경찰청장       |               |
| 안동                | 김광림 | 68세, 국회의원 (18,19대 국회의원)                    |               |
| 영천·청도           | 이만희 | 53세, 前 경기지방경찰청장                            |               |
| 상주·의성·청송·군위 | 김종태 | 67세, 국회의원 (19대 국회의원 (경북 상주))           | 선거구 통폐합 |
| 영주·문경·예천      | 최교일 | 54세, 변호사                                         | 선거구 통폐합 |
| 영덕·울진·영양·봉화 | 강석호 | 61세, 국회의원 (18,19대 국회의원)                    |               |
| 성주·고령·칠곡      | 이완영 | 59세, 국회의원 (19대 국회의원)                       |               |

### 전남 (10)
| 선거구              | 성명   | 나이 및 직업                                      | 비교 |
| ------------------- | ------ | ------------------------------------------------- | ---- |
| 목포                | 박석만 | 50세, 정당인                                      |      |
| 여수 갑             | 신정일 | 51세, 여수예치과의원 대표원장                     |      |
| 여수 을             | 김성훈 | 51세, 정당인                                      |      |
| 순천                | 이정현 | 58세, 국회의원 (18,19대 국회의원 (전남 순천·곡성) |      |
| 나주·화순           | 김종우 | 59세, 정당인                                      |      |
| 광양·구례·곡성      | 이승만 | 63세, 순천제일대학교 겸임교수                     |      |
| 담양·함평·영광·장성 | 조성학 | 54세, 정당인                                      |      |
| 고흥·보성·장흥·강진 | 장귀석 | 62세, 청암대학교 겸임교수                         |      |
| 해남·완도·진도      | 명욱재 | 70세, 정당인                                      |      |
| 영암·무안·신안      | 주영순 | 70세, 국회의원 (19대 국회의원)                    |      |

### 전북 (9)
| 선거구              | 성명   | 나이 및 직업                          | 비교 |
| ------------------- | ------ | ------------------------------------- | ---- |
| 전주 갑             | 전희재 | 66세, 정당인                          |      |
| 전주 을             | 정운천 | 64세, 정당인 (농림수산식품부 前 장관) |      |
| 전주 병             | 김성진 | 66세, 기업인 (금동대표)               |      |
| 군산                | 채용묵 | 55세, 법무사 채용묵 사무소 대표       |      |
| 익산 갑             | 김영일 | 60세, 前 서울 강북경찰서장            |      |
| 익산 을             | 박종길 | 70세, 문화부 前 제2차관               |      |
| 남원·임실·순창      | 김용호 | 39세, 변호사                          |      |
| 김제·부안           | 김효성 | 68세, 주식회사 영빈과 대표이사        |      |
| 완주·진안·무주·장수 | 신재봉 | 64세, 전북우수상품마케팅 사업본부장   |      |

### 제주 (3)
| 선거구  | 성명   | 나이 및 직업                   | 비교 |
| ------- | ------ | ------------------------------ | ---- |
| 제주 갑 | 양치석 | 59세, 제주도 前 농축산식품국장 |      |
| 제주 을 | 부상일 | 45세, 변호사                   |      |
| 서귀포  | 강지용 | 64세, 제주대학교 교수          |      |

### 옥새파동에 따른 최종 무공천 지역 (3)
김무성이 직인날인을 거부해서 공천이 무산된 지역이다.
| 선거구       | 성명   | 나이 및 직업          | 비교 |
| ------------ | ------ | --------------------- | ---- |
| 송파 을      | 유영하 | 54세,변호사           |      |
| 은평 을      | 유재길 | 48세,정당인           |      |
| 대구 동구 을 | 이재만 | 57세,前 대구 동구청장 |      |